# 音猬因子
音蝟因子（英語：sonic hedgehog，简称SHH）是5種刺蝟因子（hedgehog，简称HH，其他四种是沙漠刺猬因子，DHH、印度刺猬因子，IHH、Echidna Hedgehog，EHH和Tiggywinkle Hedgehog，TwHH）中的一種。
刺蝟因子是重要的信号传导途径。而音蝟因子則是刺蝟信号传导途径中研究最透彻的配体，這種因子作为重要的形态发生素（Morphogen），在调节脊椎动物器官发育中起关键作用，比如它决定四肢以及腦脊髓正中線的形成。音蝟因子在成年个体中也很重要，它控制成年体细胞的分裂。音蝟因子的失控将导致癌症。

## 發表
這種刺猬基因(刺猬信号通路, hh)是由1995年諾貝爾生理學或醫學獎得主艾瑞克·威斯喬斯以及克里斯汀·紐斯林-沃爾哈德所確認，他們的研究於1980年發表。這個發表更為他們帶來了1995年的諾貝爾生理學或醫學獎。

## 命名
當初於黑腹果蠅（Drosophila）身上進行研究時，發現當這類因子發生突變時，果蠅的幼蟲表皮上會長滿了短的倒刺，就好像刺蝟的模樣。因此就命名為「刺蝟」（Hedgehog）。
及後當發現了更多此類型的基因後，為分別就以「刺蝟」為基本去進行命名。當中有兩種先被發現的刺蝟因子 － 沙漠刺猬因子（Desert Hedgehog，DHH）以及印度刺猬因子（Indian Hedgehog，IHH）就是以兩種現實存在的刺蝟去進行命名。而及後發現的「音蝟因子」則是以世嘉一套相當有名的電玩主角刺蝟索尼克（Sonic the Hedgehog，即「音速小子」或「超音鼠」）而進行命名。

## 研究
果蝇的刺蝟因子在上世纪的90年代早期被克隆。除果蝇外，也有在其他非脊椎动物中克隆這類基因，如水蛭和海胆。
至於脊椎动物，其直系同源基因于1993年被克隆，包括的動物有小鼠，斑马鱼和鸡。之后不久，分别于1994年及1995年，第一个大鼠和人的刺蝟因子也宣告克隆成功。

## 疾病
當音蝟因子發生突變，會因腹側正中線缺失而引起前腦發育畸形症Holoprosencephaly(HPE)。而音蝟因子在成年个体中的失调亦会导致癌症。

## 逸聞
這種利用電玩去命名的原則也發生在前稱「Pokemon」的Zbtb7因子（與《寵物小精靈》的名字相同），以及對視力相關的皮卡丘素（Pikachurin）（以寵物小精靈中的皮卡丘命名）。然前者卻因專利與商標問題被迫更名。

## 另見
- 名稱獨特的化學物質列表